# سقوط قرطبة

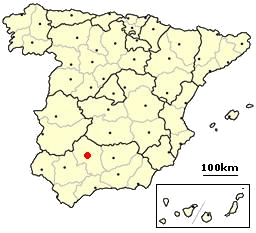
موقع مدينة قرطبة

كانت هزيمة الموحدين سنة 609هـ بالأندلس في معركة العقاب، إيذانا بانهيار الأندلس، وفي سنة (633هـ\1236م) وبعد حصار طال عدة شهور، وبعد استغاثة بمحمد بن يوسف بن هود الذي كان قد استقل بدولته جنوب وشرق الأندلس، والذي لم يعر اهتماما لهذه الاستغاثات؛ بسبب كونه منشغلا بحرب محمد بن يوسف بن الأحمر، ذلك الأخير الذي كان قد استقل -أيضا- بجزء آخر من بلاد الأندلس، في كل هذه الظروف سقطت قرطبة في 23 من شهر شوال لسنة 633هـ ما يوافق 29 يونيو سنة 1236 وفي يوم سقوط قرطبة عاد مسجدها الجامع الكبير إلى كنيسة، وما زال كنيسة إلى اليوم

## الأحداث
في أوائل سنة 1236 م (أواخر ربيع الثاني سنة 633 هـ) خرجت جماعة من الفرسان القشتاليين، وهم من أهل الحدود المغاورين المحترفين، ومعظمهم من منطقة أندوجر الواقعة شرقي قرطبة، وساروا صوب قرطبة، فأشرفوا عليها حينما دخل الليل. وكانت مدينة قرطبة في ذلك الوقت تنقسم إلى خمس مناطق أو أحياء متعاقبة، وبين كل منطقة وأخرى، سور فاصل، وكانت المنطقة الأولى الواقعة شرقي قرطبة، تعرف بالربض الشرقي أو «الشرقية» وتجتمع باقي المناطق فيما يسمى «بالمدينة»، وهي تقع غربي «الشرقية» وكلتاهما الشرقية والمدينة، تقع على الضفة الشمالية لنهر الوادي الكبير. فلما وصل الفرسان القشتاليون وهم فئة قليلة، لا تحدد لنا الرواية عددها، وربما كانت تضم بضع عشرات - إلى مشارف «الشرقية» وضعوا في الحال خطة اقتحامها. وهنا تختلف الرواية في شأن الخطة التي تم بها هذا الاقتحام. ففي رواية ألفونسو الحكيم أن الفرسان القشتاليين أسروا بعض المسلمين من الساخطين على زعمائهم، وعلموا منهم أن المدينة محروسة بشدة، وتفاهموا معهم على إحداث ثلمة في سور الشرقية، واستطاعوا بهذه الطريقة أن يقتحموا السور، وأن يستولوا على الأبراج في ليلة حالكة عاتية الريح.
وفي رواية أخرى أن بعض المسلمين، ومنهم بالأخص واحد كان قد تنصر، ساعدوا القشتاليين على تحقيق خطتهم، وبينوا لهم أن الشرقية، ليس بها سوى قليل من السكان، وأن أسوارها الخارجية ضعيفة الحراسة، ومن ثم فقد استطاع القشتاليون، بإرشاد هذا المسلم المتنصر، أن يتسلقوا السور، وأن يستولوا على الشرقية بطريق المباغتة، وكان هذا السور، هو أول الأسوار الخارجية، وليس هو السور الذي يفصل الشرقية عن باقي أحياء المدينة، وقتل من أهل الشرقية عدد كبير، وهرب الباقون إلى داخل المدينة. واحتل النصارى بعض الأبراج المنيعة في السور. وفي الحال وقع الهرج بالمدينة، وتقدم المدافعون لمهاجمة النصارى، وقتل عدد من الجانبين، ولكن النصارى لبثوا صامدين في الأبراج، وأرسلوا في الحال يطلبون الإمداد. وتجمل الرواية الإسلامية، ذلك العدوان المفاجئ في قولها: «وفيها (أي في سنة 633 هـ) غدر النصارى شرقية قرطبة، وذلك في ثالث شوال، غبشا في غفلة السحار، وسلم الله عز وجل النساء والذرارى حتى لحقوا بالغربية، وبقى الناس معهم في قتال شديد»، ووصل نداء القشتاليين إلى إخوانهم على الحدود بسرعة، وفي الحال هرع اثنان من قادة الحدود، هما أردونيو ألباريث، وألبار بيرث، الذي عرفناه من قبل، كل في قواته، وتبعهما أسقف بياسة مع رجاله، ثم أسقف قونقة في قواته، وسار في أثرهم آخرون. وما كادت هذه الأنباء تصل إلى فرناندو الثالث ملك قشتالة، وهو في بنفنتى على مقربة من ليون، حتى اهتم لها أيما اهتمام، وكان ثمة من وزرائه ومستشاريه من يرى في الأمر كثيرا من الخطورة والتعقيد، فهو يرتبط أولا مع ابن هود باتفاق الهدنة، وقرطبة تدين بطاعة ابن هود، وقرطبة مدينة عظيمة، تزخر بالسكان والمدافعين، ولا يتأتى افتتاحها إلا بقوات ضخمة، ومن جهة أخرى فإن ابن هود قد يضطر إلى إنجادها بقواته، خصوصا وأن قرطبة تعتبر في نظر المسلمين كبرى قواعد الأندلس، ولها في نفوسهم مكانة خاصة.
وهذا كله إلى ظروف الجو وقسوة الشتاء وفيضان الأنهار. ولكن ملك قشتالة لم يلق بالا إلى شئ من هذه الاعتراضات، ولم يكن يرى بالأخص في مهاجمة قرطبة نقضا لعهوده مع ابن هود، إذ كان فريق من أهل المدينة هم الذين استدعوا النصارى. ومن ثم فقد بادر فرناندو الثالث من فوره بالمسير إلى الجنوب، ومعه قوة من مائة فارس فقط، وقصد من فوره إلى قرطبة، فوصل إليها في اليوم السابع من فبراير، واضطرمت الحشود النصرانية المرابطة تحت أسوار المدينة حماسة لمقدمه، وكانت تتضخم كل يوم بمن يفد إليها من حشود قشتالة وليون، ومن فرسان الجماعات الدينية المختلفة. ونصب ملك قشتالة محلته قبالة قنطرة قرطبة التي تؤدى إلى طريق إستجة. وأخذ في الحال في وضع خطة للاستيلاء على المدينة
وهنا يحق لنا أن نتساءل، ماذا كان موقف القرطبيين إزاء هذا الخطر الداهم، وماذا كان بالأخص موقف ابن هود. أما عن القرطبيين، فليس ثمة شك في أنهم اعتزموا منذ اللحظة الأولى الدفاع عن مدينتهم وحاضرتهم، ولكن كان من الواضح أنه كانت تنقصهم القيادة الحازمة، وكان ينقصهم بالأخص اجتماع الكلمة. وعلى أي حال فإن الرواية الإسلامية تذكر لنا أن أهل قرطبة لبثوا مع النصارى في قتال شديد، وهي لا تذكر لنا اسم الزعيم أو القائد الذي اجتمع حوله أهل قرطبة في تلك الآونة العصيبة، وإن كانت الرواية النصرانية تذكر لنا أنه كان يسمى أبا الحسن. وأما عن ابن هود، وهو صاحب الولاية الشرعية على قرطبة، فقد كان من الطبيعي أن يتجه إليه القرطبيون لإنجادهم والدفاع عن مدينتهم. وكان ابن هود في الواقع قد هرع في قواته من قطاع مرسية، حينما علم بالخطر الذي يحدق بعاصمة الخلافة القديمة. وكان في جيش قوي يبلغ نحو خمسة وثلاثين ألف مقاتل، ومعه نحو مائتي فارس من المرتزقة النصارى، فسار في قواته مسرعا صوب قرطبة، وانحرف عن العاصمة قليلا نحو الجنوب الشرقي، وعسكر على مقربة من إستجة. وكان أهل قرطبة ينتظرون بفارغ الصبر مقدم ابن هود، واشتباكه مع النصارى في معركة فاصلة، ولم يكن ثمة ريب أن ابن هود لو اشتبك بجيشه مع القشتاليين، لحقت عليهم الهزيمة، ولتركوا المدينة المحصورة وشأنها
ذلك أن القشتاليين كانوا في قلة من العدد، ولم يكن مع ملك قشتالة سوى نحو مائتي فارس من الأشراف، ولم تكن الحشود الواردة من مختلف أنحاء قشتالة، تؤلف قوة ذات شأن. ولكن الذي حدث هو أن ابن هود لبث جامدا في قواته. وهنا تختلف الرواية في إيضاح سبب هذا الجمود. فيقال لنا إن قسوة الطقس، وهطل الأمطار بشدة، ونقص المؤن، حملت ابن هود على التريث والإحجام. ووردت في تاريخ ألفونسو الحكيم قصة أخرى، خلاصتها أنه كان يوجد في جيش ابن هود فارس قشتالى منفى بأمر مليكه يدعى لورنسو خواريز، ومعه مائتان من المرتزقة النصارى، وكان ابن هود يقربه ويثق به ويعمل بنصحه. فلما نزل ابن هود وجيشه في إستجة، وهو يعتزم مقاتلة القشتاليين، فكر هذا الفارس في أن يسترد رضى مليكه بخدمة عظيمة يؤديها إليه، وهو أن يعمل على خدعة ابن هود ورده عن مقاتلة القشتاليين، وإنجاد أهل قرطبة، فتظاهر بأنه سوف يتسلل إلى المعسكر النصراني تحت جنح الليل، ويقف على مبلغ عدده وعدته. وسار لورنسو بالفعل ليلا مع أصحابه إلى المعسكر النصراني، وترك أصحابه على مقربة من المعسكر، وتقدم بنفسه إلى خيمة الملك، وطلب مقابلته لأمر خطير، فاقتيد إليه، وكان الملك غاضبا عليه، فلما شرح إليه مهمته، وأنه يريد أن يعمل على خدعة ابن هود، وتخويفه من قوة الجيش القشتالي وعدده، ورده عن مقاتلته، عفا عنه الملك، ووعده برعايته، وتفاهم الاثنان على ما يجب عمله. وعاد لورنسو إلى ابن هود، وحذره بشدة من الاشتباك مع القشتاليين، لأنهم في جيش قوي، حسن الأهبة والعدد، ولا يؤمن الدخول معه في معركة، فاستمع ابن هود إلى نصحه، وقرر أن يتخلى عن مشروعه في إنجاد أهل قرطبة والاشتباك مع القشتاليين.
هذا ما تقرره الرواية النصرانية عن السبب في إحجام ابن هود عن إنجاد أهل قرطبة. وتزيد الرواية النصرانية على ذلك، أن ابن هود تلقى في اليوم التالي رسالة من صاحب بلنسية أبي جميل زيان، ينبئه فيها، بأن خايمى ملك أراجون يشتد في مضايقته وإرهاقه، ويطلب إليه الإنجاد والغوث، وأن ابن هود عملا بنصح مستشاره لورنسو خواريز، قرر أن يسير إلى بلنسية، وقد كان يطمح إلى امتلاكها، وأنه ترك قرطبة إلى مصيرها، مؤملا أن يصمد أهلها للدفاع عنها، إلى أن يستطيع هو إنقاذها فيما بعد. على أن هذه الروايات النصرانية لا تلقى في نظرنا أي ضوء مقنع على تصرف ابن هود. ومن جهة أخرى فإن الرواية الإسلامية تكاد تلزم الصمت المطبق في هذا الموطن. وكل ما هنالك أن صاحب روض القرطاس، يقدم إلينا خلال حديثه عن حوادث سنة 633 هـ وبعد ذكره لسقوط قرطبة، نصا موجزا يقول فيه: «وفيها (أي في سنة 633 هـ) انعقد الصلح بين ملك قشتالة، وابن هود لأربعة أعوام بأربع مائة آلاف دينار في السنة». ويبدو من هذا النص أن الهدنة، بين ابن هود وبين فرناندو الثالث، كانت قد انتهت أو انقطع سريانها، لتخلف ابن هود عن أداء الإتاوة المشروطة أو غير ذلك من الأسباب، وأن التخلى عن إنجاد قرطبة ربما كان ضمن شروط الهدنة الجديدة، التي يشير إليها صاحب روض القرطاس، وهذا ما يمكن أن يستدل كذلك من سير الحوادث تحت أسوار المدينة المحصورة.
ذلك أن فرناندو الثالث شدد في حصار قرطبة، وقطع كل علائقها من جهة البر، ومن جهة الوادي الكبير، حتى لا تستطيع أن تتلقى أية مؤن أو إمداد من الخارج، وحتى لا يستطيع أن يدخلها أو يخرج منها أحد. واستمر هذا الحصار المرهق دون هوادة، حتى نضبت موارد المدينة وأقواتها أو كادت

## ما بعد الحصار
بعد ذلك اضطر أهل المدينة إلى مفاوضة ملك قشتالة في التسليم على أن يؤمنوا في أنفسهم، وفيما يستطيعون حمله من أموالهم
ووافق ملك قشتالة على هذا الشرط، ولكن أهل قرطبة علموا عندئذ أن الجيش القشتالي تنقصه المؤن، وأنه يعانى أيضا من قلة الأقوات، فنكلوا عن توقيع عهد التسليم أملا في أن يضطر القشتاليون إلى رفع الحصار، وتنجو المدينة من السقوط. وعندئذ شعر ملك قشتالة أن لابن هود يدا في هذا التحول، فبعث في الحال إلى محمد بن الأحمر أمير جيان، وعقد معه عهدا جديدا بالتحالف، وقد كان ابن الأحمر بالرغم من عقد الهدنة مع ابن هود ما يزال هو خصمه، ومنافسه في رياسة الأندلس، وكان فوق ذلك خصيما لأهل قرطبة لأنهم طردوه من مدينتهم. وعندئذ شعر أهل قرطبة بخسران قضيتهم، وانهيار آمالهم، وعادوا إلى المفاوضة في التسليم، على شروطهم السابقة. وكان قد مضى على الحصار بضعة أشهر وأضحى الموقف مستحيلا، خصوصا بعد أن نكل ابن هود عن إنجاد المدينة المحصورة، وأحجم عن كل اشتباك مع القشتاليين. وكان بعض الغلاة من صحب ملك قشتالة من الأحبار والأشراف، يرون رفض التسليم واقتحام المدينة، وقتل كل أهلها المسلمين، ولكن ملك قشتالة ومعه فريق آخر من مستشاريه، كان يرى أن هذا الإجراء قد يدفع أهل المدينة إلى اليأس، وتخريب المدينة، ومسجدها الجامع، وتحطيم سائر ذخائرها وثرواتها. والظاهر أيضا أن ابن الأحمر، حليف ملك قشتالة أو تابعه، كان له يد في إقناعه بقبول التسليم، وتأمين أهل المدينة. وفي نفس الوقت عقدت بين ملك قشتالة، وابن هود هدنة جديدة، لمدة ستة أعوام يلتزم فيها ابن هود بأن يدفع إتاوة قدرها اثنين وخمسين ألف مرافيدي على ثلاثة أقساط سنوية، وهنا أيضا، لا تقدم إلينا الرواية الإسلامية، أية تفاصيل شافية عن تسليم قرطبة ودخول النصارى إياها، وذلك حسبما فعلت بالنسبة لسقوط بلنسية، وكل ما تذكره في هذا الشأن كلمات موجزة، مثل «وتغلب عليها النصارى» أو «كان دخول النصارى مدينة قرطبة» أو «ملكها النصارى» أو ما شابه هذه العبارات من كلمات مقتضبة. وهنا أيضا يجب أن نعتمد في ذكر هذه التفاصيل على الرواية النصرانية. فإنه ما كاد عهد التسليم يعقد بين أهل المدينة، وبين ملك قشتالة حتى ترك أهل قرطبة دورهم، وأوطانهم، وغادروا مدينتهم العزيزة التالدة، حاملين ما استطاعوا من أمتعتهم، وقد برح بهم الجوع والحزن، وتفرقوا في أنحاء الأندلس الأخرى. وفي يوم الأحد الثالث والعشرين من شهر شوال سنة 633 ه، الموافق 29 يونيه سنة 1236 م، دخل الجند القشتاليون مدينة قرطبة، وفي الحال رفع الصليب على قمة صومعة جامعها الأعظم، ودخل أسقف أوسمة إلى الجامع، وحول في الحال إلى كنيسة. وفي اليوم التالي، يوم الاثنين 30 يونيه دخل فرناندو الثالث ومن معه من الأشراف والكافة، قرطبة، ثم دخل الجامع، وهنالك استقبله أساقفة أوسمة، وبياسة، وقونقة، وسائر رجال الدين، واقيم في الحال قداس شكر بورك فيه الملك. ومما تذكره الرواية النصرانية في هذا الموطن، أن الملك فرناندو أمر بأن تنزع النواقيس التي كان الحاجب المنصور قد أخذها من كنيسة شنت ياقب (سنتياجو) حين غزوه لمدينة شنت ياقب في سنة 387 هـ (997 م) وحملها الأسرى النصارى على كواهلهم حتى قرطبة، وهنالك جعلت رؤوسا للثريات الكبرى بالجامع - أمر بأن تنزع هذه النواقيس، وأن يحملها الأسرى المسلمون على كواهلهم، إلى شنت ياقب، لترد هنالك إلى أمكنتها بالكنيسة الكبرى. ثم سار الملك بعد ذلك إلى قصر قرطبة، القريب، وهو قصر الأمراء والخلفاء الأمويين القدماء، ونزل فيه، وندب لحكم المدينة المفتوحة الدون تليو ألفونسو، وحشدت لحراسة المدينة حامية كافية من الفرسان، وأخذ النصارى يفدون إليها من سائر الأنحاء لسكناها وتعميرها، وفق الخطة التي وضعها الملك لذلك، وانصرف ملك قشتالة، عائدا إلى بلاده